# Белаш, Фока Никифорович
Белаш Фока Никифорович (4 августа 1903, Кировоградская область — 19 мая 1967, Москва) — советский учёный в области горного дела, горный инженер. Доктор технических наук (1947), профессор (1947).

## Биография
Родился 4 августа 1903 года на территории нынешней Кировоградской области.
Окончил Днепропетровский горный институт. В 1929—1935 годах работал на шахтах Кривбасса. В 1935—1947 годах — сотрудник института «Днепроцветмет». В 1947 году был осуждён, работал на шахтах в Казахской ССР. Реабилитирован в 1953 году.
В 1948 году защитил докторскую диссертацию «Исследование влияния ионного состава пульпы на флотацию руд редких металлов».
В 1955—1958 годах — возглавлял группу обогащения, с 14 марта 1958 года — лабораторию обогащения редкометального сырья, в Институте химии и технологии редких элементов и минерального сырья.
В 1958—1965 годах — заведующий кафедрой обогащения полезных ископаемых в Криворожском горнорудном институте.
С 1965 года работал в Московском институте горнохимического сырья.
Умер 19 мая 1967 года в Москве, где и похоронен на Николо-Архангельском кладбище (старая территория, участок № 23).

## Научная деятельность
Занимался проблемой флотации железных руд. Автор более 100 научных работ в области обогащения железорудного сырья. Один из основателей школы обогащения железных руд на Криворожье.

### Научные труды
- Абразивные действия минеральных зёрен при флотации. — Мурманск, 1956;
- Рациональные схемы обогащения железных руд Кривого Рога и их экономическое значение: учебное пособие. — Киев, 1962;
- Флотация железных руд. — М., 1962;
- Влияние магнитной обработки пульпы на флотацию // Металлургическая и горная промышленность. — 1965. — № 3;
- Влияние окислителей и кислорода воздуха на флотируемость гематита и магнетита // Горный журнал. — 1971. — № 6.

## Награды
- орден Ленина.